# 周麗芳
周麗芳（1963年-)，臺灣學者，現任國立政治大學財政學系教授，全民健康保險會主任委員。曾任臺北市政府副市長、行政院衛生署中央健康保險局副總經理等職務，研究專長為政府基金管理、教育財政、人力資源政策、綠色能源財經、社會福利與社會政策、醫務管理與醫藥經濟。
2015年2月11日，臺北市市長柯文哲宣布台北市第三位副市長由周麗芳出任。在2015年2月16日正式就職上任。2016年2月卸任。

## 近況
- 2015年2月18日，台北市長柯文哲宣布，2017年台北世大運執行長由台北市副市長周麗芳兼任，副執行長則由臺北市政府研究發展考核委員會主委陳銘薰兼任。[3]
- 2016年1月13日，周麗芳表示為了學術生涯規畫，加上北市府工作結束階段性任務，因而決定請辭，台北市長柯文哲也已批准；臺北市政府人事處下午發布人事令，預計在2016年2月1日生效。[4]

## 外部連結
- 國立政治大學財政學系 周麗芳教授簡介